# Une grosse tête
Pour plus de détails, voir Fiche technique et Distribution.
Une grosse tête est un film français réalisé en 1961 par Claude de Givray, sorti en 1962.

## Synopsis
Un homme hérite d’une vieille maison en très mauvais état. Avec l’aide d'un jeune mécanicien, il entreprend de la rénover. Mais tous deux vont tomber amoureux d’une même jeune femme.

## Fiche technique
- Titre : Une grosse tête
- Réalisation : Claude de Givray
- Scénario : Claude de Givray et François Truffaut
- Dialogues : François Truffaut
- Photographie : Michel Kelber
- Musique : Michel Legrand
- Décors : Jacques Chalvet et Robert Clavel
- Montage : Agnès Guillemot
- Assistants-réalisateur : Serge Korber et Marc Simenon
- Pays d'origine :  France
- Format : Noir et blanc - 35 mm - 2,35:1
- Genre : comédie
- Durée : 90 minutes
- Date de sortie : 22 mars 1962

## Distribution
- Eddie Constantine : Napoléon Dubois, dit « Naps »
- Alexandra Stewart : Françoise
- Georges Poujouly : Georges
- Geneviève Galéa : la jeune femme
- Jean Galland : Export
- Christian de Tillière : Import
- Lucien Blondeau : le vieux
- Max Montavon
- Liliane David
- Serge Davri
- Nono Zammit
- Jacques Dhery
- Eddy Mitchell
- Les Chaussettes Noires (chanson Rock des karts)
- Leila Bouvier